# ديزي هرنانديز
ديزي هرنانديز (بالإنجليزية: Daisy Hernández)‏ هي كاتِبة أمريكية، ولدت في 23 مايو 1975.

## وصلات خارجية
- الموقع الرسمي